# Sten Feldreich
Sten Erik Feldreich (Stoccolma, 24 luglio 1955) è un ex cestista svedese.

## Carriera
Ha iniziato la carriera nel SK Riga di Stoccolma; dal 1977 al 1986 ha militato nell'Alvik. Con la Svezia ha preso parte ai Giochi olimpici 1980 (classificandosi al 10º posto) e ai FIBA EuroBasket 1983 (chiusi al 12º posto).
Complessivamente vanta 190 presenze e 2.064 punti con la propria Nazionale.